# Palazzo Ghislieri Aizaghi Malaspina
Palazzo Ghislieri Aizaghi Malaspina è un palazzo di Pavia, in Lombardia.

## Storia e descrizione
Il palazzo esisteva già nella seconda metà del XVII secolo ed era dimora dei Ghislieri Aizaghi Malaspina, un ramo secondario dei Ghislieri (che fondarono per iniziativa di papa Pio V l’omonimo collegio pavese). I Ghislieri Aizaghi Malaspina, membri del patriziato pavese, furono elevati nel 1683 dal re di Spagna Carlo II al titolo di marchesi di Zerbo e Torre Selvatica. Nel 1771 il marchese Pio Ghislieri Aizaghi Malaspina, a lungo giudice delle vettovaglie della città di Pavia, morì senza eredi e il palazzo, insieme ad altri beni (tra cui l’importante quadreria ospitata in palazzo che annoverava opere del Perugino, Guercino, Sebastiano Ricci, Morazzone, Francesco Cairo e altri e la grande collezione di porcellane cinesi, veneziane e sassoni e maiolica pavese raccolta dal marchese) furono divisi tra i figli della sorella Anna: il canonico Giovanni Tommaso Gallarati, suo fratello il conte Giovanni Battista Gallarati Scotti e il conte Alfonso Turconi. Pochi anni dopo il palazzo passò ai pavesi Silvio e Giovanni Giacomo Selvatico, che nel 1781 tentarono di vendere l’edificio al governi di Vienna, impegnato, su mandato del cancelliere Wenzel Anton von Kaunitz-Rietberg, a trovare una sede a Pavia per il collegio Illirico, che l’imperatore Giuseppe II intendeva spostare da Bologna a Pavia, tuttavia l’operazione sfumò. Il fallimento dell’operazione immobiliare costrinse i Selvatico a cedere il palazzo a Giuseppe Antonio Bianconi nel 1782. Nel palazzo abitò per oltre vent’anni Lazzaro Spallanzani, che allestì anche un piccolo laboratorio al suo interno e dove morì nel 1799. L’edificio, dalla pianta a “U”, presenta una facciata ricca di stucchi, risistemata nella seconda metà del Settecento, mentre internamente dispone di un cortile “nobile”, attraverso il quale si accedeva al giardino (che fu urbanizzato tra gli anni ’50 e ’60 del Novecento).